# HAND MAID マイ
『HAND MAID マイ』（ハンド メイド マイ）は、東京キッズ制作のOVA作品。
テレビアニメ『HAND MAID メイ』のサイバドールの設定のみを引き継いだ作品となっている。
全3巻構成の予定だったが、2003年2月18日の第1巻発売後、発売・販売を担当していた株式会社ファイブウェイズが倒産してしまったため、法的な処置が完了するまでは、第2巻と第3巻は完成済みにもかかわらず発売未定となっている。

## あらすじ
小津日出生は映画監督を目指して頑張ってはいるものの、現実は厳しくアダルトビデオメーカーに住み込みで働き、アダルトビデオの撮影や編集に明け暮れる毎日。淡い恋心を抱きつつ、幼馴染の黒澤麻衣を9年に渡り撮影してきたものの、ラストシーンだけが撮影できずにいた。そんなおり、麻衣から久々の電話が。会ってみると…。

## 登場人物
小津 日出生（おづ ひでお）
声：鈴村健一
映画監督を目指している青年。幼馴染の黒澤麻衣を9年に渡り撮影してきたが…。
黒澤 麻衣（くろさわ まい）
声：小林沙苗
7月7日生まれ。
日出生の幼馴染。大型新人として映画で主演デビューすることが決定している。
G-99(AV1)-JPS　サイバドールAV マイ
声：小林沙苗
黒沢麻衣の17歳時をモデルにオーダーメイドされたサイバドール。編集機能を装備。
G-99(AV2)-JPS　サイバドールAV アイ
声：浅井清己
黒沢麻衣の13歳時をモデルにオーダーメイドされたサイバドール。カメラとしての機能を装備（ズーム特化型）。
G-99(AV3)-JPS　サイバドールAV ミイ
声：松来未祐
黒沢麻衣の9歳時をモデルにオーダーメイドされたサイバドール。カメラ機能を装備（近撮特化型）。
本田アヤ
声：氷上恭子
アクションもこなせるAV女優。怪力でうどんが好物。
山本社長（監督）
声：茶風林
AVメーカー山本ドリーム企画の社長兼監督。
勅使河原邦男
声：宝亀克寿
麻衣の主演映画の監督。
大島孝蔵
声：乃村健次
オーロラプロダクション社長。麻衣のプロデュースを行っている。
舛田恭子
声：立野香菜子
「マキョリンのとりあえず聞いちゃえ！」という番組で、勅使河原監督にインタビューしていた女性。
サイバドール　サラマーク2
声：氷上恭子
酔っ払った日出生の前に、マイ達3体の納品書を持って現れたサイバドール。
谷 かすみ
声：高橋美佳子
特別ゲスト出演。TV版「HAND MAID メイ」のヒロインの1人。
お茶の水工業大学の学生。小津日出生を変質者と勘違いした。

## スタッフ
- 企画：有栖川ケイ
- 企画・原作：ワンダーファーム
- 監督：きみやしげる
- 原作・シリーズ構成：六月十三
- 脚本：川守田游
- キャラクターデザイン：小林多加志
- 制作プロデュース：木村健吾
- 音楽プロデュース：井上俊次
- 音響監督：榎本崇宏
- 音楽制作：ランティス
- 音響制作：ドリーム・フォース
- アニメーション制作：東京キッズ
- 製作プロデュース：岡田和則
- 製作・販売：ファイブウェイズ

## 主題歌
以下の2曲を収録したCDシングル（型番：LACM-4093）は、ランティスから2003年4月23日に発売された。
オープニングテーマ『カメラ=万年筆!!!』
作詞・作曲：桃井はるこ / プロデュース：UNDER17 / 歌：小林沙苗（マイ）、浅井清己（アイ）、松来未祐（ミイ）
エンディングテーマ『ハンドメイドでNe!』
作詞・作曲：桃井はるこ / プロデュース：UNDER17 / 歌：小林沙苗（マイ）、浅井清己（アイ）、松来未祐（ミイ）

## 関連商品
DVD
- 『ハンドメイド　マイ』0号（2003年1月18日発売[5]）
  - 第1巻に先行され発売された。特典映像を収録。